# Список потерь Ми-8 и его модификаций (1999 год)
Список потерянных Ми-8 всех модификаций (включая Ми-9, -14, -17, -18, -19, -171 и -172) составлен по данным из открытых источников и учитывает только авиационные происшествия или воздействие внешних сил, приведшие к утрате вертолёта или его списанию вследствие полученных повреждений.
Список не полный и не окончательный.

## Список аварий и катастроф
Зелёным цветом выделены потери при применении в вооружённых конфликтах, в том числе в контртеррористических операциях.
| № п/п | Дата     | Модификация / Бортовой номер | Место                                                         | Жертвы / На борту | Краткое описание |
| ----- | -------- | ---------------------------- | ------------------------------------------------------------- | ----------------- | --- |
| 1     | 19 янв.  | Ми-8Т RA-25363               | Пермский край, 40 км юго-западнее Чайковского                 | 0/7               | При заходе на посадку экипаж допустил ошибки в технике пилотирования и машина с высокой вертикальной скоростью (до 4 м/с) грубо приземлилась в 940 м северо-восточнее от посадочной площадки. В результате вертолёт получил значительные повреждения силовых элементов конструкции. Находившиеся на борту 5 членов экипажа и 2 пассажира получили травмы различной степени тяжести. |
| 2     | 29 янв.  | Ми-8Т RA-24696               | Томская область, Александровский район, близ Назино           | 2/6               | При выполнении задания на полёт экипаж самовольно отклонился от назначенного маршрута (для незаконной охоты) отключив при этом бортовые самописцы. Во время полёта вертолёт вдруг резко пошёл на снижение и столкнулся с землёй. Погибли бортмеханик и один из пассажиров, все остальные получили травмы различной степени тяжести. Комиссия, расследовавшая авиационное происшествие, установила, что в момент начала развития аварийной ситуации за органами управления находились второй пилот и один из пассажиров.                                                                |
| 3     | 14 марта | / Ми-8МТВ-1 RA-25464         | близ Маиссаде                                                 | 13/13             | Вертолёт миссии ООН на Гаити выполнял эвакуацию раненого. Полёт проходил по незнакомому для экипажа маршруту в гористой местности в тёмное время суток. Из-за ухудшения метеоусловий (низкая облачность) по пути следования экипаж принял решение возвратиться к точке вылета и, при развороте, столкнулся со склоном горы на высоте 1350 м. Все находящиеся на борту погибли. |
| 4     | 16 марта | Ми-8Т RA-93932               | Камчатский край, 10 км южнее Соболево                         | 21/26             | Ошибка экипажа. При полёте в сложных метеоусловиях (обильный снег) экипаж потерял визуальный контакт с землей и принял решение на возвращение. При развороте экипаж не контролировал высоту полёта и вертолёт столкнулся с заснеженной поверхностью земли. Все члены экипажа и 18 пассажиров погибли, остальные получили травмы различной степени тяжести. |
| 5     | 29 марта | Ми-8Т RA-24720               | ЯНАО, близ Ноябрьска                                          | 0/10              | Ошибка экипажа. При заходе на посадку в сложных метеоусловиях экипаж не видя наземных ориентиров допустил столкновение с землёй. Машина получила значительные повреждения. Второй пилот и один из пассажиров были не пристёгнуты ремнями безопасности и получили травмы при аварии. |
| 6     | 2 апр.   | Ми-8 н.д.                    | Хатлонская область, Пянджский район                           | 18/18             | Вертолёт ФПС России. Потерпел катастрофу в 11:30, через 35 минус после взлёта. Среди погибших — генерал-майор Михаил Васильевич Берсенёв. |
| 7     | 17 апр.  | Ми-8Т RA-24020               | Башкортостан, Архангельский район, близ Азово                 | 2/8               | При висении вертолёта надо льдом на высоте около метра (что соответствовало инструкции для данного типа работ) экипаж допустил снижение машины. Колёса шасси упёрлись в лёд и провалились, рулевой винт, задев поверхность льда, разрушился. Машина, перейдя в неконтролируемое вращение, упала на лёд и затонула. |
| 8     | 6 мая    | Ми-8Т н.д.                   | 70 км к северу от Душанбе                                     | 10/10             | Вертолёт президентской гвардии Таджикистана пропал при перелёте из Ходжента в Душанбе. Обнаружен 8 мая разбившимся на дне ущелья. |
| 9     | 8 мая    | Ми-8АМТ 9N-ADC               | район Ролпа                                                   | 0/25              | Вертолёт авиакомпании Air Ananya. При посадке экипаж потерял ориентацию в поднятой пыли, и машина задела несущим винтом дерево. Машина получила серьёзные повреждения. |
| 10    | 22 мая   | Ми-8Т RA-24182               | Красноярский край, Дудинка                                    | 0/12              | При взлёте во время сильного бокового (по отношению к машине) ветра вертолёт перешёл во вращение, которое экипаж не смог парировать. При вращении машина рулевым винтом задела стационарную аэродромную электроколонку, из-за последовавшего крена лопасти несущего винта ударились об посадочную площадку и обрубили хвостовую балку. В результате вертолёт завалился на бок, экипаж выключил двигатели и произвёл эвакуацию пассажиров. Члены экипажа и пассажиры получили травмы различной степени тяжести.                                                                         |
| 11    | 22 июля  | Ми-8Т RA-24489               | Хакасия, 95 км южнее Абазы                                    | 0/6               | Экипаж совершал несанкционированный полёт по незнакомому маршруту на турбазу в гористой местности. Посадка с подбором площадки с воздуха прошла благополучно. При взлёте экипажем были неверно выбраны режим и направление (в сторону возвышения). Во время набора высоты вертолёту не хватило мощности, КВС попытался развернуться, но потерявшая скорость машина снизилась до верхушек деревьев и при аварийной посадке вертолёт ударился о землю рулевым винтом, развернулся влево и перевернулся на правый борт. Машина, разрушившись, сгорела, экипаж и пассажиры эвакуировались. |
| 12    | 26 июня  | Ми-8МТВ 06                   | Согдийская область, близ Зеравшана                            | 4/10              | При заходе на посадочную площадку, расположенную в горной местности, у вертолёта упали обороты левого двигателя, затем начался пожар. Машина ударилась о скалу и разрушаясь сползла по склону. Погибли 4 пассажира — две женщины и два ребёнка. |
| 13    | 3 авг.   | Ми-8Т RA-24428               | 125 км от Братска                                             | 0/4               | Экипаж выполнял полёты по обеспечению действий пожарных при тушении лесных пожаров. После обнаружения нового очага пожара было принято решение осмотреть площадку, находящуюся в непосредственной близости, чтобы определить её пригодность для доставки десантников. При зависании экипаж не учёл силу и направление ветра и машину начало разворачивать. КВС, пытавшийся парировать разворот, не правильными действиями усугубил ситуацию и машина столкнулась с землёй и разрушилась. Экипаж получил травмы различной степени тяжести.                                              |
| 14    | 9 авг.   | Ми-8МТ 41                    | Дагестан, Ботлих                                              | 2/н.д.            | Вертолёт 487-го овп. Поражён ракетой ПТРК «Фагот» на стоянке. В возникшем пожаре погиб командир полка полковник Ю. М. Наумов, лётчик-штурман ст. лейтенант А. Ф. Гаязов скончался от ожогов в госпитале. |
| 15    | 11 авг.  | Ми-8МТВ-2 114                | Дагестан, Ботлих                                              | 2/н.д.            | Вертолёт 685-го осап. После посадки обстрелян боевиками и загорелся. Спасая пассажиров смертельные ожоги получили командир экипажа майор А. Б. Орлов и лётчик-штурман майор А. И. Анощенков, которые посмертно были удостоены звания «Герой России». |
| 16    | 19 авг.  | Ми-8 н.д.                    | Баткенская область, Баткенский район                          | 0/н.д.            | Вертолёт ВВС Киргизии при посадке опрокинулся на бок и получил значительные повреждения. |
| 17    | 27 авг.  | Ми-8 32                      | Московская область, Раменское                                 | 1/н.д.            | Экипаж выполнял десантирование парашютистов. На 18 минуте полёта на высоте 2200 м на скорости 100-110 км/ч произошло разрушение шестерни промежуточного редуктора, что привело к рассоединению трансмиссии и прекращению подачи мощности на рулевой винт. Командир экипажа подал команду парашютистам покинуть борт и после предпринял попытку произвести аварийную посадку. Вертолёт столкнулся с ВПП, разрушился и частично сгорел. Командир и второй пилот покинули горящую машину, получив ожоги различной степени, борттехник погиб.                                              |
| 18    | 11 сент. | Ми-8МТ 04                    | Дагестан, Новолакский район, близ Дучи                        | 3/3               | Вертолёт 326-й овэ. Сбит боевиками огнём из замаскированной ЗУ-23-2 на высоте 1000 м при выполнении задания по визуальной разведке и целеуказанию. |
| 19    | 19 нояб. | Ми-8МТВ-1 UN-27035           | Астраханская область, близ села Три Протока                   | 5/5               | Примерно через 10 минут после взлёта из аэропорта Астрахани с вертолётом пропала связь. Машина с высоты около 1200 м с высокой скоростью столкнулась с землей и полностью разрушилась. Расследовавшая катастрофу комиссия установила, что в полёте произошло отключение бортового радиолокационного оборудования и экипаж (полёт происходил в тёмное время суток) потерял пространственную ориентацию. |
| 20    | 11 дек.  | Ми-8Т RA-22617               | ХМАО, Сергино                                                 | 0/4               | Из-за превышения максимальной взлётной массы при взлёте вертолёту не хватило развиваемой двигателями мощности для нормального подъёма. Машина, вылетев за пределы посадочной площадки и пролетая над рыхлым снегом, подняла снежный вихрь. Экипаж потерял пространственную ориентацию и вертолёт столкнулся с землёй получив серьёзные повреждения. Экипаж и пассажир не пострадали. |
| 21    | 13 дек.  | Ми-8МТ н.д.                  | Чечня, Грозненский район, близ Ярышмарды                      | 0/н.д.            | Группа из трёх Ми-8 занималась поисками пилота Су-25, сбитого ранее, и были обстреляны с земли. Один из ведомых доложил о прямом попадании снаряда, отказе гидросистем и падении вертолёта. Ведущий под управлением майора В. Р. Алимова отдал приказ второму ведомому прикрывать с воздуха, а сам пошёл на посадку для эвакуации экипажа и пассажиров сбитой машины. Под огнём противника приняв на борт всех людей Алимов смог поднять в воздух перегруженную машину и перелететь на аэродром в Моздок. За этот подвиг он был удостоен звания «Героя России».                        |
| 22    | 23 дек.  | Ми-8Т RA-24647               | Тюменская область, 25 км от села Демьянское, русло реки Иртыш | 2/3               | При перевозке груза на внешней подвеске (бочка с топливом весом около 2200 кг) вдоль русла реки Иртыш экипаж потерял пространственную ориентацию из-за неблагоприятных метеоусловий (низкая облачность). Машина снизилась до недопустимой высоты, бочка с топливом зацепилась за лёд реки, что привело к потере управления. С большой скоростью вертолёт столкнулся со льдом реки в 50-100 м от места касания льда грузом и в 50 м от берега и разрушился. Местный житель вытащил из кабины раненых бортмеханика и второго пилота (КВС погиб на месте). Бортмеханик вскоре скончался.  |